# باشگاه فوتبال الحمریه
باشگاه فوتبال الحمریه (به زبان انگلیسی: Al Hamriyah) یک باشگاه فوتبال در امارات متحده عربی در نزدیکی شارجه در لیگ دسته یکامارات می‌باشد. این باشگاه در شهر الحمریه در پانزده کیلومتری شارجه و در مسیر و امتداد جاده فرودگاه شارجه است.